# Thương hiệu quốc gia

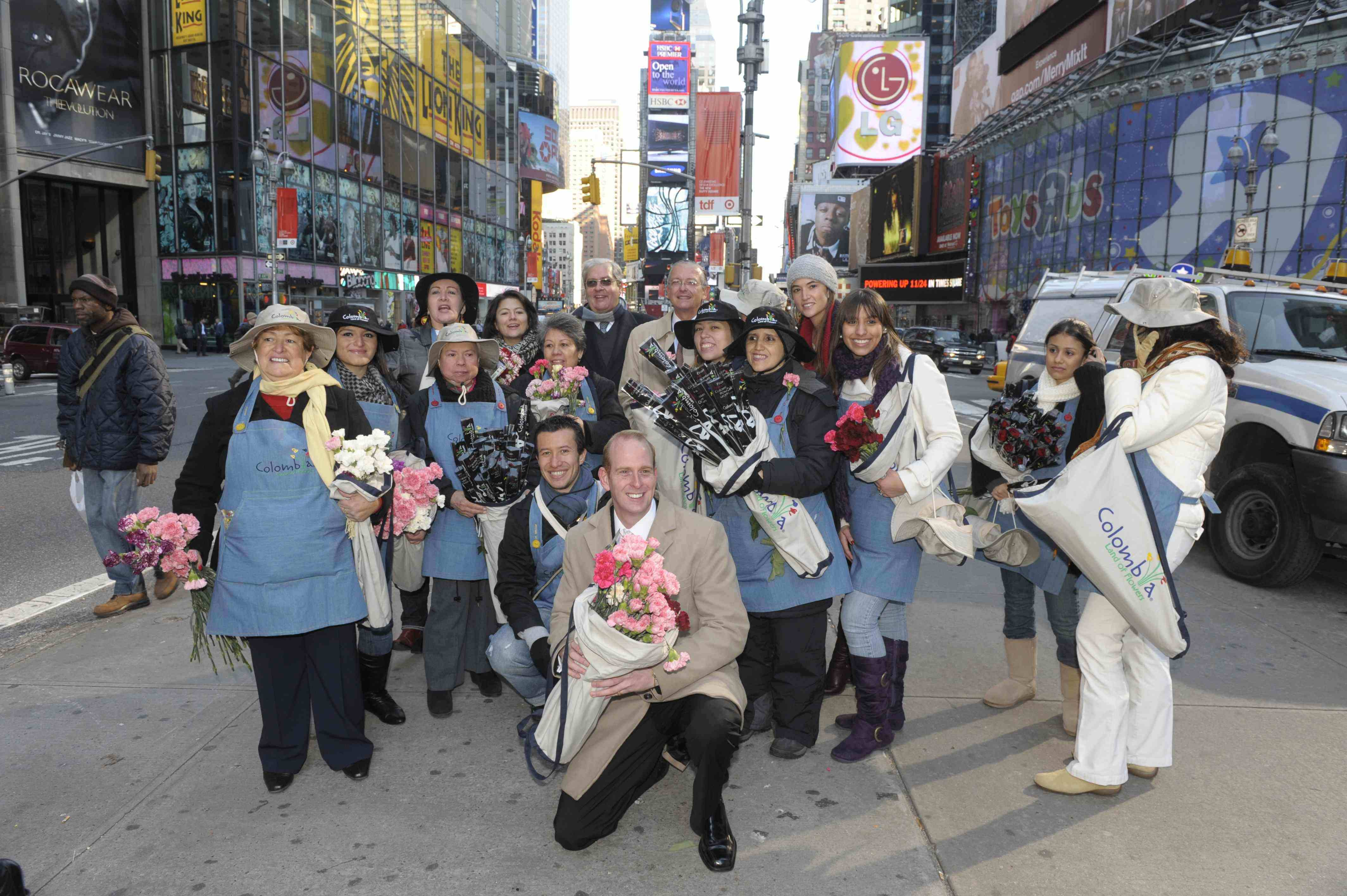
Đón nhận sự kiện thương hiệu quốc gia ở Mỹ

Thương hiệu quốc gia (Nation branding) được công nhận nhằm mục đích đo lường, xây dựng và quản lý danh tiếng của các quốc gia (có liên quan chặt chẽ đến thương hiệu điểm đến). Trong cuốn sách Ngoại giao trong thế giới toàn cầu hóa: Lý thuyết và thực hành (Diplomacy in a Globalizing World: Theories and Practices), các tác giả định nghĩa thương hiệu quốc gia là "việc áp dụng các khái niệm và kỹ thuật tiếp thị của công ty vào các quốc gia, vì lợi ích nâng cao danh tiếng của họ trong quan hệ quốc tế". Nhiều quốc gia đang hướng tới mục tiêu cải thiện vị thế của quốc gia mình vì hình ảnh và danh tiếng của một quốc gia có thể ảnh hưởng rất lớn đến sức sống kinh tế của quốc gia đó. Các nước tìm cách thu hút khách du lịch và dòng vốn đầu tư, tăng cường xuất khẩu, thu hút lực lượng lao động tài năng và sáng tạo, đồng thời nâng cao ảnh hưởng văn hóa và chính trị của mình trên trường quốc tế và thế giới.

## Tổng quan
Nhiều quốc gia cố gắng tạo ra thương hiệu để xây dựng mối quan hệ giữa các bên khác nhau không chỉ giới hạn ở quốc gia mà mở rộng ra các khu vực công và tư trong một quốc gia và giúp ích cho chủ nghĩa dân tộc. Các quốc gia cũng muốn tham gia vào các dự án đa phương. Nhiều quốc gia cố gắng gầy dựng thương hiệu để xây dựng mối quan hệ giữa các bên khác nhau không chỉ giới hạn ở quốc gia. Việc này mở rộng ra các khu vực công và tư trong một quốc gia và giúp ích cho chủ nghĩa dân tộc. Các quốc gia cũng muốn tham gia vào các dự án đa phương. Một số cách tiếp cận được áp dụng, chẳng hạn như tầm quan trọng ngày càng tăng đối với giá trị biểu tượng của sản phẩm, đã khiến các quốc gia nhấn mạnh các đặc điểm riêng biệt của họ. Việc xây dựng thương hiệu và hình ảnh của một quốc gia-nhà nước "và việc chuyển giao thành công hình ảnh này sang hàng xuất khẩu của quốc gia đó - cũng quan trọng như những gì họ thực sự sản xuất và bán". Điều này cũng được gọi là hiệu ứng quốc gia xuất xứ. Xây dựng thương hiệu quốc gia là một lĩnh vực đang phát triển mà các học giả tiếp tục tìm kiếm một khuôn khổ lý thuyết thống nhất.
Nhiều cách khác nhau mà các quốc gia thể hiện thương hiệu quốc gia của mình bao gồm xuất khẩu, đầu tư trực tiếp nước ngoài và du lịch. Một ví dụ về xuất khẩu sản phẩm là Đức nổi tiếng với ngành công nghiệp ô tô vì các công ty ô tô nổi tiếng như Mercedes, Audi và BMW đều là các công ty Đức. Một ví dụ về đầu tư trực tiếp nước ngoài giúp xây dựng thương hiệu quốc gia là các công ty Hoa Kỳ xây dựng maquiladoras và các quốc gia châu Âu khác có nhà máy ở các quốc gia khác nhau. Xây dựng thương hiệu quốc gia được thực hiện ở nhiều quốc gia, bao gồm Hoa Kỳ, Canada, Pháp, Vương quốc Anh (nơi nó được gọi chính thức là ngoại giao công chúng), Malaysia, Nhật Bản, Trung Quốc, Hàn Quốc, Singapore, Nam Phi, Úc, New Zealand, Israel và hầu hết các nước Tây Âu. Một ví dụ ban đầu về điều này là cách tiếp cận Cool Britannia vào những ngày đầu của chính phủ New Labour theo sau tờ rơi Britain (TM) của Mark Leonard thuộc Demos, mặc dù sau đó đã được thay thế bằng một Hội đồng ngoại giao công chúng đáng tin cậy hơn. Cool Japan là một sáng kiến mới hơn nhằm thúc đẩy các ngành công nghiệp sáng tạo của Nhật Bản.
Ngày càng có nhiều quốc gia nghèo quan tâm đến khái niệm này vì hình ảnh được cải thiện có thể tạo ra các điều kiện thuận lợi hơn cho đầu tư trực tiếp nước ngoài (FDI), du lịch, thương mại và thậm chí là quan hệ chính trị với các quốc gia khác. Các quốc gia đang phát triển như Tanzania, Colombia và Peru đang tạo ra các chương trình xây dựng thương hiệu quốc gia nhỏ hơn nhằm mục đích nâng cao hình ảnh tổng thể và với trường hợp của Colombia, thay đổi nhận thức quốc tế. Xây dựng thương hiệu quốc gia được coi là một phần trong chính sách ngoại giao công chúng của Thụy Điển, đặc biệt là với Thương hiệu Thụy Điển. Thụy Điển sử dụng hai tổ chức chính, được gọi là Utrikesdepartementet và Viện Thụy Điển, để nghiên cứu thương hiệu quốc gia của họ. Họ muốn trình bày một hình ảnh tốt thông qua báo chí và cũng thu thập các báo cáo khác nhau về các đại diện của Thụy Điển ở nước ngoài. Nhiều sự kiện và chiến dịch khác nhau cũng được thực hiện để quảng bá Thương hiệu Thụy Điển, một ví dụ là House of Sweden, một đại sứ quán tại Hoa Kỳ. Một chiến dịch khác là Second House of Sweden, sử dụng internet để giới thiệu đại sứ quán Thụy Điển trực tuyến. Các nhà nghiên cứu ở Thụy Điển cũng nghiên cứu kết quả của Chỉ số thương hiệu quốc gia (NBI) để thu thập dữ liệu.

## Xếp hạng
|      | Hạng 1   | Hạng 2   | Hạng 3   | Hạng 4   | Hạng 5   | Hạng 6   | Hạng 7   | Hạng 8    | Hạng 9    | Hạng 10   |
| 2024 | Nhật Bản | Đức      | Ý        | Thụy Sĩ  | Anh Quốc | Canada   | Hoa Kỳ   | Thụy Điển | Úc        | Pháp      |
| 2023 | Nhật Bản | Đức      | Canada   | Anh Quốc | Ý        | Hoa Kỳ   | Thụy Sĩ  | Pháp      | Úc        | Thụy Điển |
| 2022 | Đức      | Nhật Bản | Canada   | Ý        | Pháp     | Anh Quốc | Thụy Sĩ  | Hoa Kỳ    | Thụy Điển | Úc        |
| 2021 | Đức      | Canada   | Nhật Bản | Ý        | Anh Quốc | Pháp     | Thụy Sĩ  | Hoa Kỳ    | Thụy Điển | Úc        |
| 2020 | Đức      | Anh Quốc | Canada   | Nhật Bản | Pháp     | Ý        | Thụy Sĩ  | Úc        | Thụy Điển | Hoa Kỳ    |
| 2019 | Đức      | Pháp     | Canada   | Anh Quốc | Nhật Bản | Hoa Kỳ   | Ý        | Thụy Sĩ   | Thụy Điển | Úc        |
| 2018 | Đức      | Nhật Bản | Anh Quốc | Pháp     | Canada   | Ý        | Hoa Kỳ   | Thụy Sĩ   | Thụy Điển | Úc        |
| 2017 | Đức      | Pháp     | Anh Quốc | Canada   | Nhật Bản | Hoa Kỳ   | Ý        | Thụy Sĩ   | Úc        | Thụy Điển |
| 2016 | Hoa Kỳ   | Đức      | Anh Quốc | Canada   | Pháp     | Ý        | Nhật Bản | Thụy Sĩ   | Úc        | Thụy Điển |
| 2015 | Hoa Kỳ   | Đức      | Anh Quốc | Pháp     | Canada   | Nhật Bản | Ý        | Thụy Sĩ   | Úc        | Thụy Điển |
| 2014 | Đức      | Hoa Kỳ   | Anh Quốc | Pháp     | Canada   | Nhật Bản | Ý        | Thụy Sĩ   | Úc        | Thụy Điển |
| 2013 | Hoa Kỳ   | Đức      | Anh Quốc | Pháp     | Canada   | Nhật Bản | Ý        | Thụy Sĩ   | Úc        | Thụy Điển |
| 2012 | Hoa Kỳ   | Đức      | Anh Quốc | Pháp     | Canada   | Nhật Bản | Ý        | Thụy Sĩ   | Úc        | Thụy Điển |
| 2011 | Hoa Kỳ   | Đức      | Anh Quốc | Pháp     | Nhật Bản | Canada   | Ý        | Úc        | Thụy Sĩ   | Thụy Điển |
| 2010 | Hoa Kỳ   | Đức      | Pháp     | Anh Quốc | Nhật Bản | Canada   | Ý        | Thụy Sĩ   | Úc        | Thụy Điển |
| 2009 | Hoa Kỳ   | Pháp     | Đức      | Anh Quốc | Nhật Bản | Ý        | Canada   | Thụy Sĩ   | Úc        | Thụy Điển |
| 2008 | Đức      | Pháp     | Anh Quốc | Canada   | Nhật Bản | Ý        | Hoa Kỳ   | Thụy Sĩ   | Úc        | Thụy Điển |